# Joana Ribeiro
Joana Ribeiro, nata Joana Isabel de Alvim Ribeiro (Lisbona, 25 marzo 1992), è un'attrice portoghese.

## Filmografia parziale

### Cinema
- A Uma Hora Incerta, regia di Carlos Saboga (2015)
- L'uomo che uccise Don Chisciotte (The Man Who Killed Don Quixote), regia di Terry Gilliam (2018)
- Le Cahier Noir, regia di Valeria Sarmiento (2018)
- Portugal Não Está à Venda, regia di André Badalo (2019)
- Linhas Tortas, regia di Rita Nunes (2019)
- Fatima, regia di Marco Pontecorvo (2020)
- Um Fio de Baba Escarlate, regia di Carlos Conceição (2020)
- Sombra, regia di Bruno Gascon (2021)
- Infinite, regia di Antoine Fuqua (2021)
- Nightride, regia di Stephen Fingleton (2021)
- A Sibila, regia di Eduardo Brito (2022)

### Televisione
- Dancin' Days - serie TV, 342 episodi (2012-2013)
- Sol de Inverno - serie TV, 282 episodi (2013-2014)
- Poderosas - serie TV, 296 episodi (2015-2016)
- Madre Paula - serie TV, 13 episodi (2017)
- Paixão - serie TV, 298 episodi (2017-2018)
- A Teia - serie TV, 93 episodi (2018-2019)
- Prisioneira - serie TV, 179 episodi (2019-2020)
- The Dark Tower - film TV (2020)
- Das Boot - serie TV, 7 episodi (2022)
- L'uomo che cadde sulla Terra (The Man Who Fell to Earth) - serie TV, 8 episodi (2022)
- The Veil – miniserie TV, puntate 1x01-1x02 (2024)

## Doppiatrici italiane
Nelle versioni in italiano delle opere in cui ha recitato, Joana Ribeiro è stata doppiata da:
- Valentina Favazza ne L'uomo che uccise Don Chisciotte
- Domitilla D'Amico ne L'uomo che cadde sulla Terra
- Giulia Catania in The Veil